# Matar al Nani
Matar al Nani es una película española de 1988 dirigida por Roberto Bodegas, basada en la vida del delincuente Santiago Corella, alias "El Nani". Pertenece al llamado cine quinqui, en el cual se refleja la vida de jóvenes de barrios pobres que se dedican a delinquir, así como la corrupción policial e institucional. A pesar de la expectación creada entre la población por el "Caso Nani", la película no consiguió atraer a un gran número de espectadores.
Esta película se estrenó en abril de 1988, es decir, antes de la sentencia de la Audiencia Provincial de Madrid que condenó a tres policías por la desaparición de Santiago Corella.

## Argumento
Ambientada a principios de los años 80, basada en hechos reales. Santiago Corella es un atracador de joyerías nacido en una familia marginal. Algunos altos cargos de la Policía junto con el industrial y joyero Molero, montan una organización de estafa a joyerías y aseguradoras, para lo cual utilizan los servicios del grupo de este atracador de tal forma que durante algún tiempo roban multitud de joyerías. Con el cambio de gobierno, el ministro del Interior socialista pide mayor control policial en los atracos a joyerías y que se encuentre la mercancía robada. Es entonces cuando el Nani deja de ser útil a la organización. 
La película muestra ampliamente el oscuro submundo policial y empresarial, al igual que la impunidad de los cuerpos de seguridad ante los delitos que ellos mismos cometen.

## Reparto
| Intérprete            | Personaje                  |
| --------------------- | -------------------------- |
| Frédéric Deban        | Santiago Corella 'El Nani' |
| José Pedro Carrión    | Gálvez                     |
| Eulàlia Ramon         | Lola                       |
| Chema de Miguel       | Teo                        |
| Fermí Reixach         | Richard                    |
| Albert Vidal          | Manuel Soto                |
| Damián Velasco        | Luis Tejada                |
| Antonio Dechent       | Compañero de Gálvez        |
| Miguel Ángel Salomón  | Molero                     |
| Yolanda Farr          | Esposa del marqués         |
| Pepe Soriano          | Padre de Nani              |
| Ricardo Lucía         | Fuentes                    |
| Pedro Miguel Martínez | Ayudante de Soto           |
| Manolo Guijar         | Marqués                    |
| Manolo Fadón          | Chino                      |
| Fernando Sotuela      | Juan Antúnez               |
| Verónica Luján        | Camarera                   |
| Teófilo Calle         | Falsificador               |
| Miguel Palenzuela     | Director de la Policía 1   |
| Jesús Alcaide         | Dependiente interrogado    |
| Isabel Donate         | Begoña                     |
| Hugo Blanco           | Subastante                 |
| Eduardo Bea           | Director de la Policía 2   |
| Kino Pueyo            | King Kong                  |
| Gerardo Giacinti      | Carcelero 2                |
| Charly Bravo          | Mendigo                    |
| Vicente Rodado        | Guardia Civil              |
| Tino Díaz             | Policía                    |
| Carlos Lucini         |                            |
| Antonio Passy         | Camarero del club          |
| Aldo Grilo            | Maitre del club            |
| Rubén Tobías          | Policía                    |
| Enrique Escudero      | Preso amigo 1              |
| Tino Martín           |                            |
| Valentín Hidalgo      | Preso amigo 2              |
| Víctor Melero         | Policía                    |
| Óscar San Juan        | Policía reunido            |
| Javier de Juan        | Txomin                     |
| Antonio Serrano       | Policía reunido            |
| José Antonio Rielo    | migo 2 de King Kong        |
| José María Gambín     | Carcelero 1                |
| Roberto Cairo         | Amigo 1 de King Kong       |
| Luisa Gavasa          | Amiga del marqués          |
| Carlos Maseda         |                            |
| Francisco Plaza       | Policía                    |
| José Marco            |                            |
| Carmen Bullejos       |                            |
| Azucena Fernández     |                            |
| Juan Carlos de Borbón | Juan Carlos de Borbón      |
| Felipe González       | Felipe González            |
| Juan Logar            | Manuel Soto                |